# Socialistický svaz mládeže
Socialistický svaz mládeže (zkratka SSM) byla organizace v ČSSR sdružující mladé lidi ve věku 15–35 let, fungující mezi lety 1970 až 1990. Organizace byla řízena a spravována KSČ. SSM byla nástupnickou organizací po Československém svazu mládeže (ČSM), který zanikl v roce 1968. Prvním předsedou Ústředního výboru SSM byl Juraj Varholík, posledním předsedou ÚV SSM byl Martin Ulčák. V roce 1971 byl počet členů SSM 541 000, v roce 1985 dosáhl 1 661 000 členů.

## Poslání organizace
Hlavním úkolem SSM od září roku 1970 (po obsazení Československa spojeneckými vojsky Varšavské smlouvy) podle pokynů nově, nesvobodně ustanoveného vedení KSČ, bylo ovládnout vysoké a střední školy, znormalizovat stav na středních a vysokých školách, cenzurovat názory mladých studujících lidí, potlačovat včas svobodu názorů a posilovat v mladých lidech vědomí mocenského, neměnného postavení KSČ.[zdroj?] SSM se stal předstupněm KSČ, cílem byla výchova mládeže v duchu marxismu-leninismu.
Po rozpadu jednotného systému ČSM a PO ČSM v roce 1968 následovalo obsazení Československa vojsky Varšavské smlouvy v srpnu 1968 a navazující období postupné tzv. normalizace. Dne 27. listopadu 1969 byla ustavena Federální rada dětských a mládežnických organizací ČSSR, která připravila jejich opětné sjednocení, ke kterému došlo roku 1970. Od září roku 1970 tak byla opět zamezena činnost samostatných skautských organizací – Junáku a dalších 17 mládežnických organizací, založených či obnovených v období let 1968 a 1969. Po roce 1970 byla bývalým vedoucím Junáku práva na členství v SSM odpírána. Na základních školách, pro děti do 15 let nahradily od září 1970 zakázaný skauting komunistickou stranou normalizované organizace, zejména PO SSM. SSM byl organizací navazující na středních školách na dětský Pionýr, od září 1970 nahrazený Pionýrskou organizací SSM. SSM byl organizačně, byrokraticky KSČ řízenou organizací.
Funkcionáři SSM byli připravováni na členství v KSČ a na zařazení do vedení podniků. Na problematiku dohledu nad funkcionáři SSM byli vyčleněni členové KSČ, styční pracovníci se SSM. V Praze například působil takto Miroslav Šlouf[zdroj?]. Funkcionáři SSM sdělovali své hodnocení spolužáků či spolupracovníků styčným osobám z KSČ. Vydávali doporučení na pracovní uplatnění nebo studium ostatních lidí. Kdo nebyl členem SSM, měl znemožněnou nebo omezenou pracovní kariéru, nedostal doporučení ke studiu na vysoké škole, nedostal také doporučení k individuálnímu výjezdu do zahraničí.

## Organizační struktura

### Ústředí
Nejvyšším svazáckým orgánem byl celostátní sjezd, svolávaný jednou za pět let. Mezi těmito sjezdy organizaci řídil ÚV SSM. Celá organizace byla tvořena územními republikovými organizace v ČSR a SSR a navíc organizací SSM v ozbrojených silách. Tyto organizace svolávaly republikové sjezdy, měly své sekretariáty a předsednictva. Ty zároveň řídily krajské výbory SSM a národní rady PO SSM.

### Struktura v krajích
Krajskou organizaci tvořily všechny okresní svazácké organizace příslušného kraje. V jejím čele byl krajský výbor, který nepřímo řídil i krajskou organizaci PO SSM. Spolupracoval s krajskými orgány Národní fronty, měl i svůj sekretariát. Městské organizace v Praze a Bratislavě byly postaveny na úroveň organizací krajských.

### Okresní organizace
Tu tvořily všechny základní organizace SSM v okrese vyjma armády a zahrnovaly, tedy i řídily okresní organizaci PO SSM. Nejvyšším orgánem byla formálně okresní konference SSM, v období mezi tím pak sekretariát OV SSM a předsednictvo OV SSM.

### Základní organizace
Se souhlasem OV SSM vznikaly ZO SSM na závodech, školách všeho typu, ve vesnicích i městech. Ve větších závodech a školách pak vznikly celozávodní, celoškolské, celoučilištní výbory SSM, ve městech městské výbory SSM. Tyto pak svolávaly své konference.

## Sjezdy

### I. sjezd SSM ČSSR 1972
Ve dne 8. – 10. září 1972 proběhl český sjezd SSM, 666 delegátů zastupovalo 410 000 členů SSM. Předsedou českého ústředního výboru (ČÚV) SSM byl zvolen Jindřich Poledník. Ve dnech 15. – 17. září 1972 následoval slovenský sjezd SSM, předsedou slovenského ÚV SSM byl zvolen Michal Zozulák. Celostátní I. sjezd SSM ČSSR proběhl ve dnech 27. – 30. září 1972 v Praze ve Sjezdovém paláci Parku kultury a oddechu Julia Fučíka. Sjezdu se zúčastnilo 1 285 delegátů a 520 hostů, vedoucí státní a straničtí činitelé KSČ, zástupci mládežnických organizací ze 32 zemí světa, delegace Světové federace demokratické mládeže (SFDM) a zástupci Mezinárodního svazu studentstva (MSS). Sjezd přijal některé úpravy ve Stanovách, např. upravil formulaci o vztahu SSM ke KSČ: „...SSM vychází ve své činnosti z programu KSČ a je jejím aktivním pomocníkem.“, dále pak upravil formulaci činnosti SSM: „SSM neustále upevňuje socialistickou jednotu všech sociálních a věkových skupin čs. mládeže.“ Předsedou ÚV SSM byl zvolen Juraj Varholík.
- II. sjezd SSM ČSSR 29. září – 2. října 1977 Praha (8. — 10. 9. 1977 SSM v ČSR, 15. 9. — 17. 9. 1977 sjezd SSM v SSR), 1974–1977 předseda ÚV SSM Jindřich Poledník, 1977–1982 předseda ÚV SSM Miroslav Dočkal[5]
- III. sjezd SSM ČSSR 1. – 3. října 1982 Praha, předsedou ÚV SSM Jaroslav Jenerál[6]
- IV. sjezd SSM ČSSR 2. – 4. říjen 1987 Praha, předsedou ÚV SSM Vasil Mohorita[7]

### Mimořádný sjezd SSM 1990
Mimořádný sjezd SSM se konal ve dnech 27. a 28. ledna 1990 v Praze. Sjezd rozhodl o zániku SSM s tím, že právním pokračovatelem se stává Svaz mladých (SM), který byl dne 23. dubna 1990 zaregistrován ve smyslu ustanovení § 2 zákona č. 68/1951 Sb., o dobrovolných organizacích a shromážděních.

## Transformace SSM
Po sametové revoluci zastával prodemokratický blok vysokoškoláků názor, že by svaz měl být zrušen. Dokonce se tak na přelomu let 1989/90 někde na místní úrovni i stalo. Na centrální úrovni panoval jiný názor. Předsedovi Ústředního výboru SSM se tak na mimořádném sjezdu SSM v lednu 1990 podařilo zastánce likvidace odstranit, přijmout vnějškově demokratizační stanovy a přejmenovat socialistický svaz na Svaz mládeže. Vzhledem k tomu, že s tímto rozhodnutím souhlasilo i Federální shromáždění, vytvořil na jaře 1990 bývalý disident John Bok ze znovuobnovených organizací „Majetkoprávní unii”, která měla zabránit zpronevěření rozsáhlého svazáckého majetku, v kterém se nacházely i objekty zrušených organizací. Pod vedením Jozefa Mikloška byla zřízena komise, jejímž úkolem bylo zmapovat rozsah majetku zabaveného mládežnickým organizacím po roce 1948.  
Majetek bývalého SSM zahrnoval majetek základních organizací, působících na všech středních školách a fakultách vysokých škol či v podnicích, majetek Pionýrské organizace SSM, majetek vyšších struktur SSM (obvodních, městských, okresních, krajských a republikových výborů SSM), majetek tzv. hospodářských zařízení (např. Vydavatelství Mladá fronta, Mladý svět, deník Smena, Cestovní kancelář mládeže, atd.) Jenom nemovitostí bylo 132. Právě nemovitosti získal svaz budováním ze státních podpor, které se ročně pohybovaly kolem 200 – 300 milionů Kčs, potom jako nástupnická organizace ČSM. Ta byla organizací, která zabírala majetek zakázaných organizací pro děti a mládež po únoru 1948. Předběžně byl vyčíslen na 2,921 miliard korun.
Majetek organizací Národní fronty byl sice ze zákona od května 1990 tzv. zmrazen, ale do té doby se Svazu mládeže podařilo založit kolem 300 postsvazáckých organizací a majetek na ně převést. Na základě zákona č. 497/1990 Sb., o navrácení majetku SSM lidu ČSFR stát nakonec získal asi 90% svazáckého majetku, nutno ale zmínit, že období transformace (zejména jara 1990) provázela celá řada pochybných postsvazáckých majetkových přesunů, problematické postupy Federálního ministerstva kontroly (FMK), funkcionáři SM odmítali vydávání majetku, prováděli účetní manipulace, podávali na státní autority žaloby a trestní oznámení. Státem převzatý majetek byl zákonem č. 113/1993 Sb. o Fondu dětí a mládeže, dán do fondu, který jej spravoval až do 1. 12. 2000, kdy vstoupil do likvidace.

## Navrácení majetku SSM státu
S majetkem bývalého SSM mohl jeho držitel až do 17. 5. 1990 volně nakládat. Teprve zákonným opatřením předsednictva Federálního shromáždění (FS) č. 177/1990 Sb., o některých opatřeních týkajících se majetku politických stran, politických hnutí a společenských organizací, byly s účinností ode dne 18. 5. 1990 převody majetku zakázány, taktéž byla omezena jejich hospodářská činnost. K zákonnému opatření vydalo Federální ministerstvo financí (FMF) prováděcí vyhlášku č. 224/1990 Sb., která měla evidenci majetku zabezpečit. Vyhláška nestanovila nejen soupis věcných nemovitostí, ale ani nestanovila vyčíslení hodnoty pozemků.
Zestátnění a převzetí majetku SSM proběhlo podle zákona č. 497/1990 Sb., o navrácení majetku SSM lidu ČSFR, který nabyl účinnosti dnem 1. 1. 1991. Zákon nepřesně vymezil rozsah majetku bývalého SSM a neurčil přesně pojem držení. K provedení tohoto zákona přijala vláda ČSFR usnesení č. 902 ze dne 20. 12. 1990, kterým určila, že „hospodářská zařízení” převezmou za stát zmocněnci. Majetek v držení bývalého SSM měly převzít okresní úřady. Nedořešená byla v roce 1991 otázka majetku bývalých fakultních, celoškolských, celoučilištních a celozávodních výborů SSM. V roce 1991 byla předběžně vyčíslena celková hodnota majetku bývalého SSM na necelé 2,9 mld. Kčs (v pořizovacích cenách), z toho ve federaci cca 1 500 mil. Kčs, v ČR cca 860 mil. Kčs a v SR cca 510 mil. Kčs.

### Hospodářská zařízení Svazu mládeže
Hospodářská zařízení Svazu mládeže (SM), z kterých později vznikly akciové společnosti:
- Rekreačně vzdělávací zařízení československých dětí a mládeže Seč, majetek ve výši 218 941 tis. Kčs (v letech 1953–1973 Československý pionýrský tábor, 1973–1982 Institut PO SSM, 1983–1992 Ústřední politická škola Socialistického svazu mládeže Seč), ze kterého vznikla dne 31. 12. 1992 a. s. JUNIOR centrum. Na základě rozhodnutí jediného akcionáře (Ing. Vladimír Vilimovský) z 29. 6. 2006 byla společnost zrušena a ke dni 29. 6. 2006 vstoupila do likvidace.[13][14][15]
- Mladá fronta Praha (Mladá fronta, vydavatelství a nakladatelství, Praha), zřízená ÚV ČSM dne 15. 9. 1964 (majetek ve výši 182 120 tis. Kčs), ze které vznikla dne 17. 5. 1993 a. s. Mladá fronta
- Stavocentral Praha, zřízený Národní radou Svazu mládeže českomoravského venkova (JUVENA) dne 7. 3. 1969 (1970–1975 Stavocentral, stavební podnik SSM, 1975–1990 Stavocentral, stavební podnik Praha, 1990–1993 STAVOCENTRAL, a.s.), ze kterého vznikla dne 22. 3. 1993 a. s. Stavocentral.[16] Ke dni 15. 10. 2009 vstoupila a. s. Stavocentral do likvidace.[17]
- AGM Praha (Agentura mladých, podnik služeb Praha), majetek ve výši 58 803 tis. Kčs.
- Do vlastnictví státu přešlo s převodem CKM Praha (Cestovní kancelář mládeže) (majetek ve výši 764 633 tis. Kčs) i majetkové právo CKM v a. s. EKOS, zřízené jako dceřiná společnost CKM dne 28. 10. 1989.[11] Cestovní kancelář mládeže sdružovala různé turistické objekty, např. Hotel Globus v Praze-Roztyly, Hotely „Alice” v Karlových Varech a Hotel „Krakonoš” v Mariánských Lázních, Hotel „Fit-Fun” Harachov, turistické středisko Kolovraty (tzv. Prknovka).[18]

Další hospodářská zařízení a majetek:
- Dům dětí Praha (Dům československých dětí), majetek ve výši 6 676 tis. Kčs
- M-Art Praha, majetek ve výši 7 736 tis. Kčs, na základě přílohy č. 1 k usnesení vlády ČR ze dne 21. října 1992 č. 598 mělo být hospodářské zařízení bývalého SSM M – ART zrušeno likvidací v souladu s platnými předpisy.
- Podnik služeb mládeže Bratislava
- Správa služeb mládeže Bratislava
- Vydavatelství Smena Bratislava
- Federální koordinační centrum SM (bývalý ÚV SSM), k 31. 12. 1989 majetek ve výši 109 093 tis. Kčs[20] s majetkem bývalého ČÚV SSM a SÚV SSM.
- Zenitcentrum Praha, v roce 1988 ÚV SSM zřízené hospodářské zařízení pro rozvoj vědeckotechnické revoluce v ČSSR, dovážel a distribuoval počítačovou techniku (např. vědeckofantastická počítačová hra ke 40. výročí založení PO SSM).[12][21]

V podniku Zenitcentrum činil předběžně vyčíslený stav majetku k 31. 12. 1990 61 155 tis. Kčs. Vedení organizace se státem nespolupracovalo, těžce se sepisoval stav pohledávek a závazků (absence faktur nebo jejich náležitostí, nevyúčtování faktur, neprůkaznost zahraničního obchodování, atd). Některé skutečnosti nasvědčovaly podezření z trestné činnosti. Státu se nepodařilo došetřit přebírání majetku státem v Zenitcentru v Berouně (vedoucí střediska Ing. Střítecký spáchal sebevraždu). Ředitel podniku, jeho zástupce i ekonomický náměstek dali výpověď a podnik se nacházel bez statutárního zástupce. Z inventarizace zahraničně obchodní činnosti vyplynulo neoprávněné snížení majetku organizace. Po odvolání zmocněnce JUDr. Tomáš Absolóna, který plnil úkoly jen formálně, se ujala funkce 31. 1. 1991 zmocněnkyně Ing. L. Klofová. Ale i ona se zčásti podílela na pomalém průběhu inventarizace. Podnik byl v platební neschopnosti a FMF tak muselo organizaci poskytnout půjčku na výplaty mezd. Vláda ČSFR na své schůzi dne 30. 9. 1991 nakonec rozhodla o likvidaci Zenitcentra a o bezodkladném ustavení likvidátora.
Z nejviditelnějších kauz ilustrujících osud svazáckého majetku uveďme například nekontrolované vyprázdnění prostor v budově bývalého ÚV SSM či případ podniku Zenitcentrum, kterému se během roku 1990 podařilo z této lukrativní firmy postupně odštěpit řadu soukromých firem, včetně souvisejícího majetku, a jakkoliv se poté snažila do nepřehledného účetnictví Zenitcentra proniknout v zájmu státu řada osob, nepodařilo se tyto přesuny příliš dešifrovat a předání tohoto druhdy velmi lukrativního podniku skončilo jeho likvidací a předlužeností.
Pavel Molek: Navrácení majetku SSM, Praha 2005
Kontroly Nejvyššího kontrolního úřadu v letech 1994–1996 zjistily, že:
- Ministerstvo hospodářství (právní předchůdce MHPR) od 1. 1. 1992 do vzniku akciových společností v průběhu 1. pololetí 1993 ponechalo organizacím původní formu („hospodářské zařízení”), neuvedlo náležitosti do souladu s HZ a Obchodním zákoníkem, čímž porušilo povinnost využívat právní prostředky k ochraně národního majetku, dále že transformací hospodářských zařízení na akciové společnosti (JUNIOR centrum, Mladá fronta a Stavocentral) postupovalo způsobem, který nemá oporu v právním řádu. Návazně pak postupovalo opětovně způsobem, který nemá oporu v právním řádu, když převedlo místo akcií do správy „Fondu dětí a mládeže” (FDM) vklady České republiky do obchodních společností vzniklých z majetku bývalého SSM. Též na sebe nepřevedlo právo hospodaření s majetkovým právem plynoucím z majetkového vkladu Cestovní kanceláře mládeže ve výši 1,9 mil. Kčs v EKOS, a. s., přestože mu bylo známo, že CKM nehospodaří s péčí řádného hospodáře.[11]

- Akciové společnosti „EKOS”, „JUNIOR centrum”, „Mladá fronta” a „Stavocentral” nevydaly akcie a nebyl vystaven ani zatímní list.[11]
- Stavocentral vystupoval v obchodních vztazích ve formě akciové společnosti, aniž by byl jako akciová společnost v obchodním rejstříku zapsán.[11]
- EKOS, a. s. nakládala s národním majetkem (Podnik bytového hospodářství Karlovy Vary, opěrná zeď a pozemky p. č. 103 a p. č. 98 o výměře celkem 1 353 m² v k. ú. Karlovy Vary) neoprávněně.[11]
- Svaz mladých hospodařil s objekty, které získal od státních podniků, přičemž převod práva hospodaření s národním majetkem byl podle práva možný jen mezi státními organizacemi (např. dům čp. 411 v Praze-Holešovicích, dům čp. 231 v Prostějově a dům čp. 268 v Olomouci).[11]

Bývalý SSM získal do vlastnictví na základě hospodářské smlouvy o převodu vlastnictví národního majetku, uzavřené mezi „Centrem pro volný čas mládeže Českého ústředního výboru SSM (ČÚV SSM)” a MNV Horní Měcholupy ze dne 12. 6. 1989, ideální polovinu rozestavěné stavby na pozemku p. č. 22 v k. ú. Horní Měcholupy, Praha 10. Centrum bylo organizační složkou ČÚV SSM a nemělo právní subjektivitu, nebylo ve výčtu právnických osob, které mohly podle stanov bývalého SSM vlastním jménem nabývat práva a zavazovat se. V důsledku zjištěných skutečností lze mít pochybnosti o platnosti těchto právních úkonů a oprávněnosti nakládání s národním majetkem, když za kupní cenu 659 tis. Kčs prodal Svaz mladých nemovitost obchodní společnosti.
Kontrolní závěry z kontroly hospodaření se státním majetkem, Věstník Nejvyššího kontrolního úřadu 1996

### Správy účelových zařízení
Rozhodující část majetku SSM byla v České republice a Slovenské republice soustředěna ve správách účelových zařízení (SÚZ). V ČR představoval majetek SÚZ cca 723 mil. Kčs, tedy více než 80% z celkového majetku. V SR, kde majetek SÚZ včetně vydavatelství „Smena” činil cca 243 mil. Kčs, byl jeho podíl na celkovém majetku cca 48%. Správy účelových zařízení Svazu mladých (bývalých SÚZ SSM) přešly 1. 1. 1991 na základě § 1 ústavního zákona č. 497/1990 Sb., o navrácení majetku Socialistického svazu mládeže lidu České a Slovenské Federativní Republiky, do vlastnictví státu. Česká republika, zastoupená ministerstvem hospodářství ČR, založila 17. 12. 1992 obchodní společnost JUNIA s.r.o. Ke vzniku obchodní společnosti došlo zápisem do obchodního rejstříku dne 9. 2. 1993. Do obchodní společnosti vložila Česká republika, zastoupená MH ČR, vklad ve výši 100 000 Kč jako základní jmění společnosti. Organizační složky (7 odštěpných závodů JUNIE s.r.o.: odštěpné závody JUNIA, s.r.o., Praha, České Budějovice, Ústí nad Labem a Ostrava) byly zapsány do obchodního rejstříku dne 29.7. 1993. Kontrola NKÚ v roce 1994 zjistila, že do ukončení kontroly nebyl mezi Fondem dětí a mládeže a JUNIÍ učiněn právní akt, který by tuto obchodní společnost opravňoval k nakládáni s majetkem bývalého SSM.
- Pražská správa účelových zařízení SM Praha
- Středočeská správa účelových zařízení SM v Praze
- Jihočeská správa účelových zařízení v Českých Budějovicích
- Západočeská správa účelových zařízení v Plzni
- Severočeská správa účelových zařízení v Ústí nad Labem
- Východočeská správa účelových zařízení v Hradci Králové
- Jihomoravská správa účelových zařízení v Brně
- Severomoravská správa účelových zařízení v Ostravě
- Správa účelových zařízení Středoslovenského kraje Banská Bystrica
- Správa účelových zařízení Východoslovenského kraje Košice[19]

### Fond dětí a mládeže
Zákonem č. 113/1993 Sb. byla zřízena právnická osoba Fond dětí a mládeže (FDM), které byl svěřen majetek bývalého SSM. Kontroly Nejvyššího kontrolního úřadu v letech 1994–1996 zjistily, že Fond dětí a mládeže převzal od ministerstva hospodářství místo akcií (založených akciových společností AGM, CKM, JUNIOR centrum, Mladá fronta a Stavocentral) pouze hodnotu vkladu, která byla doložena výpisy z obchodního rejstříku jednotlivých akciových společností. Ministerstvu hospodářství jako zakladateli jmenovaných akciových společností nebyly akcie odevzdány hned po vzniku, ale až v roce 1994 (respektive v roce 1995 přímo Fondu dětí a mládeže). Tím se FDM podílel na řízení uvedených obchodních společností (od 13. 9. 1993 až do 1. pololetí 1995) bez právního důvodu. Ke dni 1. 12. 2000 byl Fond dětí a mládeže zrušen a dán do likvidace (předseda Ing. Petr Kučera), ke dni 1. 1. 2005 přešla práva a povinnosti zrušeného fondu na Ministerstvo financí ČR.
Policie ČR se zabývala posledními správci podivně rozprodaného majetku:
- Ing. Petrem Kučerou (ČSSD), ředitelem dceřiné společnosti fondu AGM,
- Pavlem Žákem a
- Ondřejem Hanákem.[28][29]

A Pavel Žák, dlouholetý Kučerův známý, získal funkci ředitele dceřiné společnosti fondu AGM. Ve chvíli, kdy poslali poslanci fond do likvidace, role si prohodili. Kučera se stal šéfem AGM, Žák likvidátorem fondu.
Hospodářské noviny, 21. 1. 2005

Nejkřiklavější byl případ hotelu Belária v Hradci nad Moravicí, který měl podle kontroly NKÚ z roku 2005 cenu nejméně 70 milionů Kč a byl v roce 2004 prodán za 24, 5 milionu Kč při započtení údajného zhodnocení nájemcem. Za nezákonný a nevýhodný prodej nemovitostí Fondu dětí a mládeže (FDM) dostal bývalý likvidátor Pavel Žák trest tři roky nepodmíněně. Někdejší likvidátor fondu způsobil podle rozhodnutí soudu převodem 36 budov či pozemků škodu přes 215 milionů korun.
Budova a 2 pozemky nacházející se v katastrálním území Teplice:
Likvidátor však v dané věci nepostupoval v souladu se zákonem, když prostřednictvím svého právního zástupce učinil veřejnou soutěž dříve a o vyhlášení veřejné soutěže neinformoval příslušné státní orgány (MF ČR a Vládu ČR). Následně došlo k uzavření kupní smlouvy přesto, že Parlament ČR zakázal převod majetku FDM mimo bezúplatného převodu. Postup likvidátora FDM byl soudy shledán jako protiprávní, a proto byla Česká republika rozsudky výše uvedených soudů určena jako vlastník předmětných nemovitostí.
ÚZSVM květen 2011

## Následnické organizace
Mladí lidé, kteří se po roce 1989 nedistancovali od socialismu, nebo ti, kteří socialismus nezažili, ale zaujaly je socialistické myšlenky, založili několik svazů:

### Česká republika
- Komunistický svaz mládeže
- Svaz mladých komunistů Československa

### Slovenská republika
- Socialistický zväz mladých